# Bigger, Better, Faster, More!
| Críticas profissionais | Críticas profissionais |
| Avaliações da crítica  | Avaliações da crítica  |
| Fonte                  | Avaliação              |
| ---------------------- | ---------------------- |
| allmusic               | link                   |
| Entertainment Weekly   | (A-) link              |
| Robert Christgau       | (C) link               |

Bigger, Better, Faster, More! é o único álbum de estúdio produzido pela banda de rock alternativo 4 Non Blondes, publicado em 1992. Vendeu aproximadamente 6 milhões de cópias em todo o mundo.

## Faixas
Todas as faixas escritas e compostas por Linda Perry, exceto onde marcado. 
| N.º | Título                                                                        | Duração |  |
| 1.  | "Train"                                                                       | 3:42    |  |
| 2.  | "Superfly" (Perry, Katrina Sirdofsky)                                         | 4:37    |  |
| 3.  | "What's Up?"                                                                  | 4:55    |  |
| 4.  | "Pleasantly Blue"                                                             | 2:28    |  |
| 5.  | "Morphine & Chocolate" (Shaunna Hall)                                         | 4:44    |  |
| 6.  | "Spaceman" (Hall, Perry)                                                      | 3:40    |  |
| 7.  | "Old Mr. Heffer" (Wanda Day, Hall, Christa Hillhouse, Perry, Dawn Richardson) | 2:16    |  |
| 8.  | "Calling All the People"                                                      | 3:17    |  |
| 9.  | "Dear Mr. President"                                                          | 4:43    |  |
| 10. | "Drifting"                                                                    | 3:31    |  |
| 11. | "No Place Like Home"                                                          | 3:08    |  |